# Libische hiv-zaak
De Libische hiv-zaak is een zaak waarbij 426 Libische kinderen in 1998 in een ziekenhuis in Benghazi besmet werden met hiv. Meer dan 50 kinderen overleden. 
In februari 1999 werden vijf Bulgaarse verpleegsters en een Palestijnse arts gearresteerd en beschuldigd van het opzettelijk besmetten van de kinderen. Ze legden een bekennende verklaring af maar verklaarden later dat deze na foltering was afgelegd en dat ze onschuldig waren. In 2004 werden ze ter dood veroordeeld. Het vonnis werd een jaar later vernietigd wegens onregelmatigheden bij de ondervragingen. In 2006 werden ze opnieuw ter dood veroordeeld. Op 17 juli 2007 werden de doodstraffen omgezet in levenslange gevangenisstraf en een week later werd de groep na bemiddeling door Frankrijk, Bulgarije en de Europese Unie uitgeleverd aan Bulgarije, waar de levenslange gevangenisstraf werd opgeheven. De Palestijn werd Bulgaars staatsburger. Als resultaat van de bemiddeling werd een miljoen dollar per besmet kind betaald en tekende de EU een akkoord dat voorziet in volledige samenwerking en partnerschap met Libië. 
Saif al-Islam al-Qadhafi gaf later toe dat de gevangenen waren gemarteld en de naar de oppositie overgelopen minister van Justitie Mustafa Mohammed Abud al-Jeleil verklaarde dat het regime van Moammar al-Qadhafi verantwoordelijk is voor de besmettingen. Tijdens de rechtszaak verklaarden de professoren Luc Montagnier en Vittorio Collizzi dat de besmettingen reeds begonnen in 1997, toen de zes veroordeelden zich nog niet in Libië bevonden.